# 崎野清憲
崎野 清憲（さきの きよたか、1953年 - ）は、日本の材料工学者。工学博士 (法政大学) 。法政大学理工学部機械工学科教授。

## 略歴
1978年に法政大学工学部卒業後、法政大学大学院工学研究科へと進学し博士前期修了。1993年より法政大学専任講師を担当し、助教授を経て理工学部教授となる。1996年、論文により博士号を取得した。
2002年より日本材料学会 衝撃部門委員会の幹事を務める。2018年に同学会の功労賞を受賞した。

## 著作等

### 論文
- 『MICROSCOPIC ASPECTS OF STRAI RATE DEPENDENCY OF DYNAMIC FLOW STRESS IN METALLIC MATERIALS』（Proceedings of the sixth International Conference on Mechanical Behavior of Materials、293-300、1991年）
- 『高ひずみ速度領域におけるアルミニウムに対する速度急変実験』（日本機械学会論文集（A編）、58(553)、1703-1709、1992年）
- 『高ひずみ速度領域における銅に対する速度急変実験』（日本機械学会論文集（A編）、59(566)、2317-2322、1993年）
- 『金属材料の高ひずみ速度領域における変形応力のひずみ速度依存性に関する研究』（法政大学博士論文、1996年）
- 『6061アルミニウム合金の高ひずみ速度域における粘性抵抗を考慮した変形応力のひずみ速度依存性』（材料54(12)、1301-1306、2005年）など

## 専門分野
- 材料力学[2]
- 化学工学